# Dolichomitus lateralis
Dolichomitus lateralis là một loài tò vò trong họ Ichneumonidae.